# 瓦利德·穆阿利姆
瓦利德·莫希·埃迪內·穆阿利姆（阿拉伯语：‎，1941年1月13日—2020年11月16日），叙利亚外交官，外交部长。

## 生平
1941年生于大马士革的一个遜尼派穆斯林家庭。1963年毕业于埃及开罗大学，获经济学学位。1964年进入外交部工作，曾在叙利亚驻坦桑尼亚、沙特阿拉伯、西班牙和英国大使馆任职。1975年至1980年，担任叙利亚驻羅馬尼亞大使。1980年至1984年，担任叙利亚外交部认证翻译司司长。1984年至1990年，担任机关事务管理局局长。1990年至2000年，担任驻美国大使。2000年至2005年，担任外交部部长助理，2005年被任命为副部长，2006年2月接替升任副总统的法鲁克·沙雷出任外交部长。2020年11月16日早晨逝世。

## 外交
2006年11月，开始访问伊拉克，恢复了断交24年的两国外交关系。他是2003年萨达姆政权倒台后，访问伊拉克的最高级别叙利亚官员。
2015年12月，访问中华人民共和国，期间首次公开表示接受联合国安全理事会第2254号决议，并表态愿在联合国的主持下，与反对派举行对话。
他曾多次与联合国秘书长潘基文发生言论争执。2016年9月，潘基文在联合国大会上指责叙利亚政府是冲突中杀害无辜者最多的一方。穆阿利姆则回应称潘基文的言论是荒谬的，并取消了与潘基文的会面。